# SN 2010ek
SN 2010ek – supernowa typu IIb odkryta 15 czerwca 2010 roku w galaktyce UGC 12191. W momencie odkrycia miała maksymalną jasność 18,80m.